# Universität für Wissenschaft und Technik Qingdao
Koordinaten: 36° 7′ 8,4″ N, 120° 28′ 44,4″ O
Die Universität für Wissenschaft und Technik Qingdao (in chinesischen Kurzzeichen: 青岛科技大学; Pinyin: Qīngdǎo Kējì Dàxué, englisch: Qingdao University of Science and Technology, QUST), umgangssprachlich Qingkeda (青科大), ist eine Universität in Qingdao, Shandong, China. Sie ist auf drei Standorte verteilt: die Stadtbezirke Sifang und Laoshan in Qingdao sowie Gaomi in der Nachbarstadt Weifang. Im Laufe der Jahrzehnte ist sie zu einer umfassenden Universität angewachsen, die gleichwohl eine der führenden Institutionen im Chemieingenieurwesen in China ist.

## Geschichte
Die Geschichte der Universität nahm ihren Anfang in der Stadt Shenyang der nordostchinesischen Provinz Liaoning, in der 1950 die Shenyang Berufsschule für Leichtindustrie gegründet wurde. Dem sowjetischen Modell spezialisierter Hochschule folgend, wurde der Schwerpunkt auf die Gummiproduktion, Papierherstellung und chemischen Industrie gelegt. Der erste immatrikulierte Jahrgang umfasste 128 Studenten. Im Jahr 1954 siedelte die gesamte Institution nach Qingdao um, wo 1956 dann der bis heute bestehende Sifang-Campus mitsamt seinem Hauptgebäude eröffnet wurde. 1958 folgte die Umbenennung in College für Chemische Industrie Shandong; seitdem war die Hochschule direkt dem damaligen Ministerium für Chemische Industrie unterstellt. Während der Kulturrevolution litt die Tätigkeit am College enorm, und für einige Jahre wurden vierjährige Studiengänge vollständig eingestellt. Er ab 1977, als mit Wiedereinführung der Gaokao auch ein regulärer Lehrbetrieb wiederaufgenommen werden konnte, verbesserte sich die Situation.
Im 1980 wurde dem College das Recht auf Masterstudiengänge erteilt, und ein Jahr später folgte auch die Einrichtung einer Fakultät für Fernunterricht. Während 1985 die Umbenennung in Institut für Chemieindustrie Qingdao als ein Rückschritt wahrgenommen wurde, begann zu Beginn der nächsten Dekade hin doch eine rasche Erweiterung im Fächerspektrum der Hochschule, in deren Zuge auch Fremdsprachen und Informatik aufgenommen wurden. 2001 die Kunstgewerbeschule Qingdao eingegliedert, und der somit vergrößerten Hochschule im selben Jahr der vollständige Universitätsstatus verliehen. Die Zahl der Studenten erreichte damit über 10.000. 2002 erhielt die Universität ihren jetzigen Namen und verlegte ihre Hauptverwaltung mitsamt vieler Fakultäten nach Laoshan. Ein Zweigcampus in der Stadt Gaomi öffnete 2009 seine Pforten.

## Schulen und Studium
Neben Chemie, Maschinenbau, Materialwissenschaften und einer Vielzahl an technischen Studiengängen bietet die Universität inzwischen auch Studien in anderen wissenschaftlichen Disziplinen an, darunter Geisteswissenschaften und Informatik. Bachelor-Studiengänge werden für 68 Fächer angeboten, Master-Studiengänge bestehen für 20 Fächer mit 112 Spezialisierungen, zudem hat die Universität das Recht, in drei Disziplinen Doktorgrade zu verleihen. Die Universität beherbergt ebenfalls zwei Forschungslaboratorien des Bildungsministeriums. Insgesamt gibt es 19 Fakultäten, die sich auf drei Standorte verteilen. Zusammen mit der Universität Paderborn unterhält die Hochschule die CDTF (Chinesisch-Deutsche Technische Fakultät). Als Schwerpunktfächer von Nationalem Rank ausgezeichnet sind:
- Chemische Technik und Technologie
- Angewandte Chemie
- Polymer-Werkstoff-Entwicklung
- Maschinenbau und Automatisierung
- Verfahrenstechnische Komponenten und Steuerungstechnik

Im chinesischen Hochschulranking belegte die QUST 2013 den 45. Platz unter den Universitäten mit technischem Schwerpunkt. Sie ist zudem eine von neun Schwerpunktuniversitäten der Provinz Shandong.

### Campus Sifang

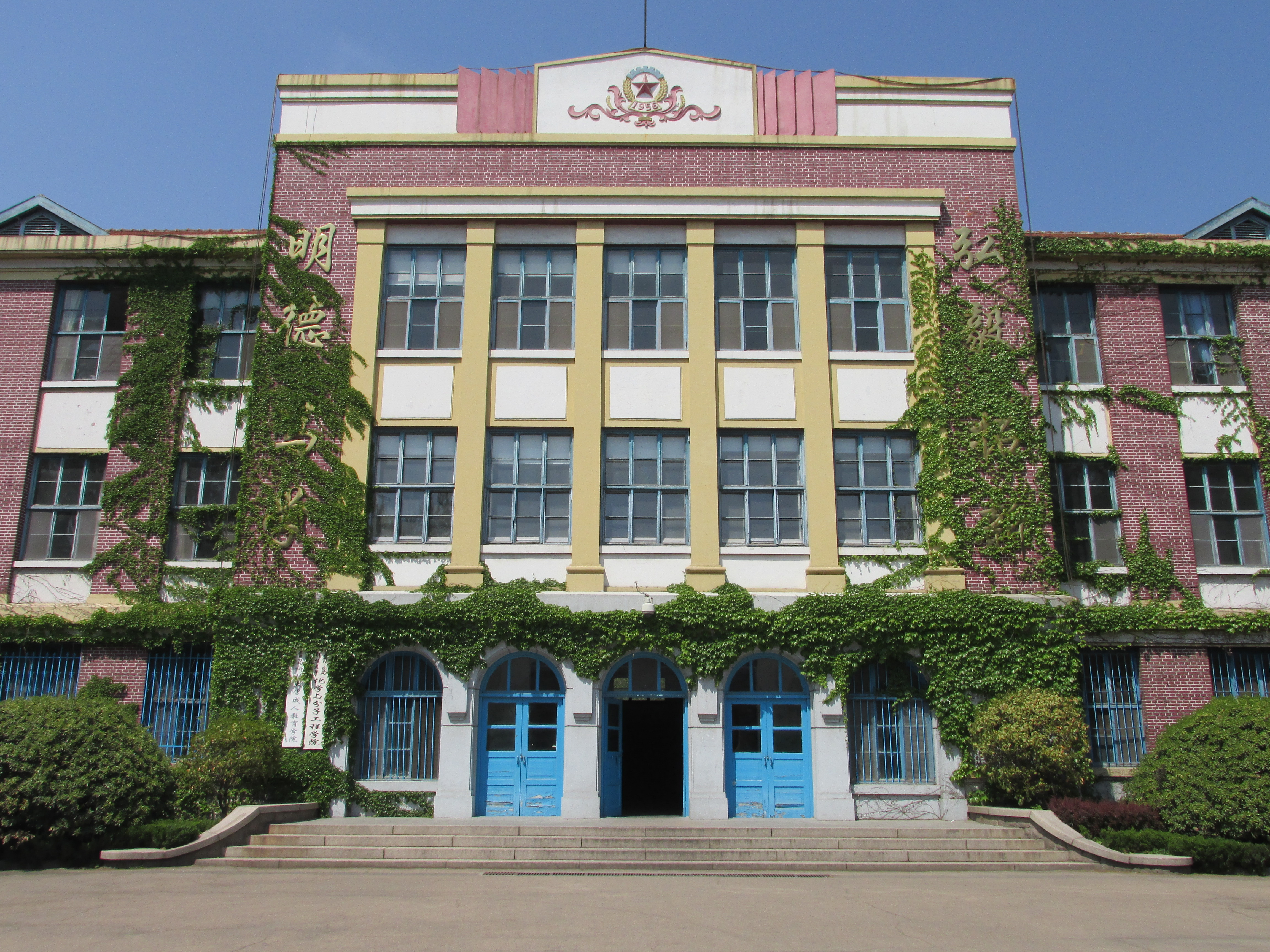
Hauptgebäude auf dem Campus Sifang

Der alte Campus der Universität ist für seine Gebäude aus den 1950er Jahren bekannt, die einen starken sowjetischen Einfluss tragen. In Sifang sind vor allem jene Fakultäten beheimatet, die das Kernprofil der Uni ausmachen. In der Nähe des Campus liegt die Jiaozhou-Bucht-Brücke.
- Fakultät für chemischen Industrie 化工学院
- Fakultät für Chemie- und Molekulartechnik 化学与分子工程学院
- Fakultät für Polymerwissenschaft und Technik 高分子科学与工程学院
- Fakultät für Materialwissenschaft and Werkstofftechnik 材料科学与工程学院
- Fakultät für Umwelt- und Sicherheitstechnik 环境与安全工程学院
- Fakultät für Automations- und Elektrotechnik 自动化与电子工程学院
- Fakultät der Berufsbildung für Erwachsene 成教学院高职学院

### Campus Laoshan

CDTF in Laoshan

Die Hauptverwaltung der Universität und ihre zentrale Bibliothek ist auf dem neueren und flächenmäßig größeren Campus in Laoshan untergebracht, der 2002 eröffnet wurde. Ebenfalls hier zu finden die jüngeren Fakultäten, darunter die Wirtschafts- und Geisteswissenschaften. Die Umgebung ist ein touristisches Ausflugsziel, das sowohl Sandstrände wie auch das Lao-Shan-Gebirge umfasst.
- Fakultät für Elektrotechnik und Maschinenbau 机电工程学院
- Mathematik-Fakultät 数理学院
- Fakultät Informationswissenschaften und Technologie 信息科学技术学院
- Fakultät für Fremdsprachen 外国语学院
- Fakultät Wirtschaftswissenschaften und Betriebsführung 经济与管理学院
- Kunstfakultät 艺术学院
- Fakultät für Kommunikation und Animation 传播与动漫学院
- Fakultät für Marxismusstudien 马克思主义学院
- Juristische Fakultät 政法学院
- Sportabteilung 体育教学部
- Chinesisch-Deutsche Technische Fakultät 中德科技学院
- Fakultät für Internationale Zusammenarbeit 国际合作学院

### Campus Gaomi
In Gaomi sind keine eigenen Fakultäten ansässig, sondern Zweigstellen einzelner Fachbereiche. Der Schwerpunkt liegt in den Wirtschaftswissenschaften, der Chemie und der Informatik.